# Löschwasserteich

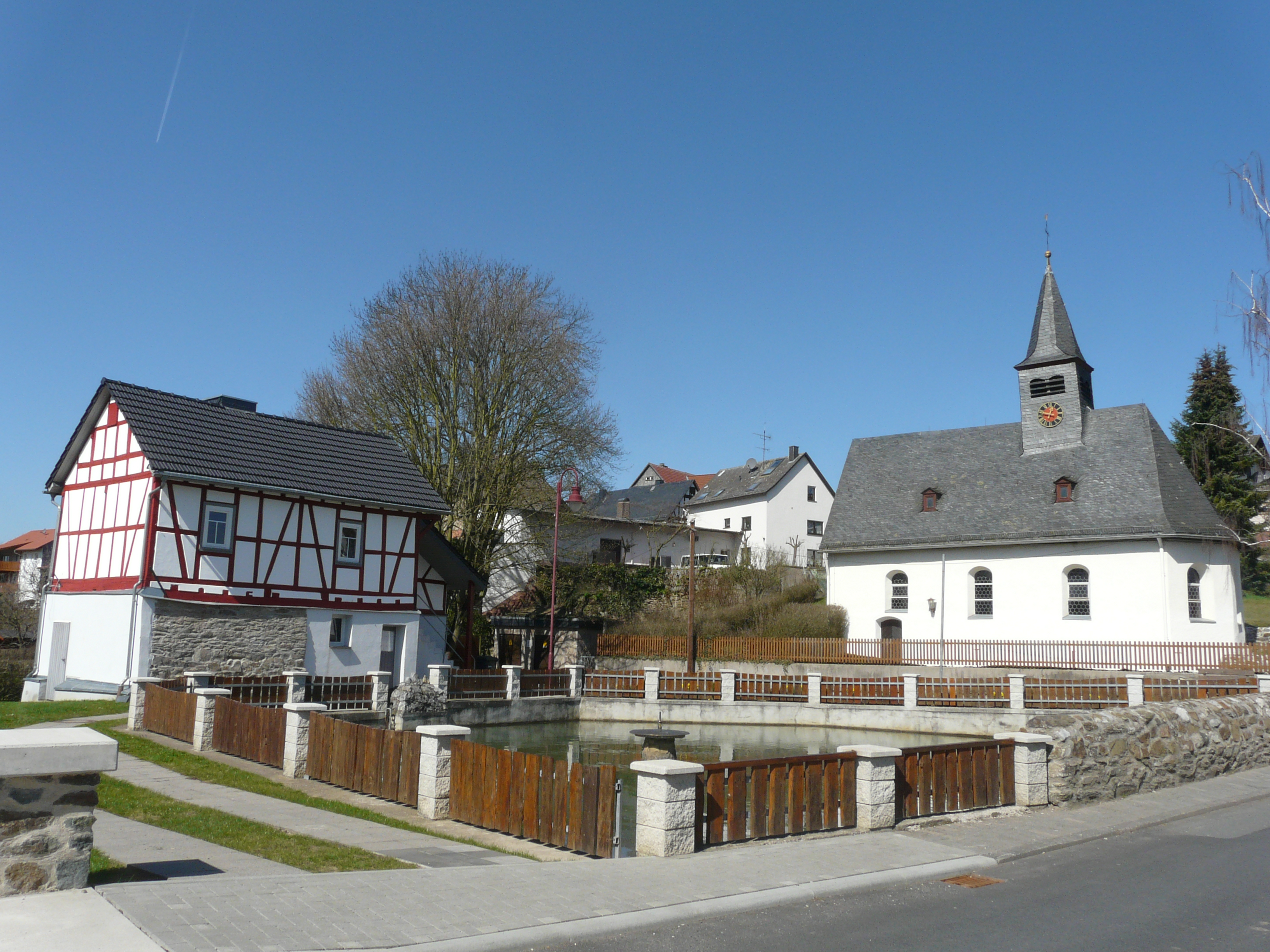
Löschwasserteich in Oberquembach mit Backhaus (links) und Dorfkirche (rechts)

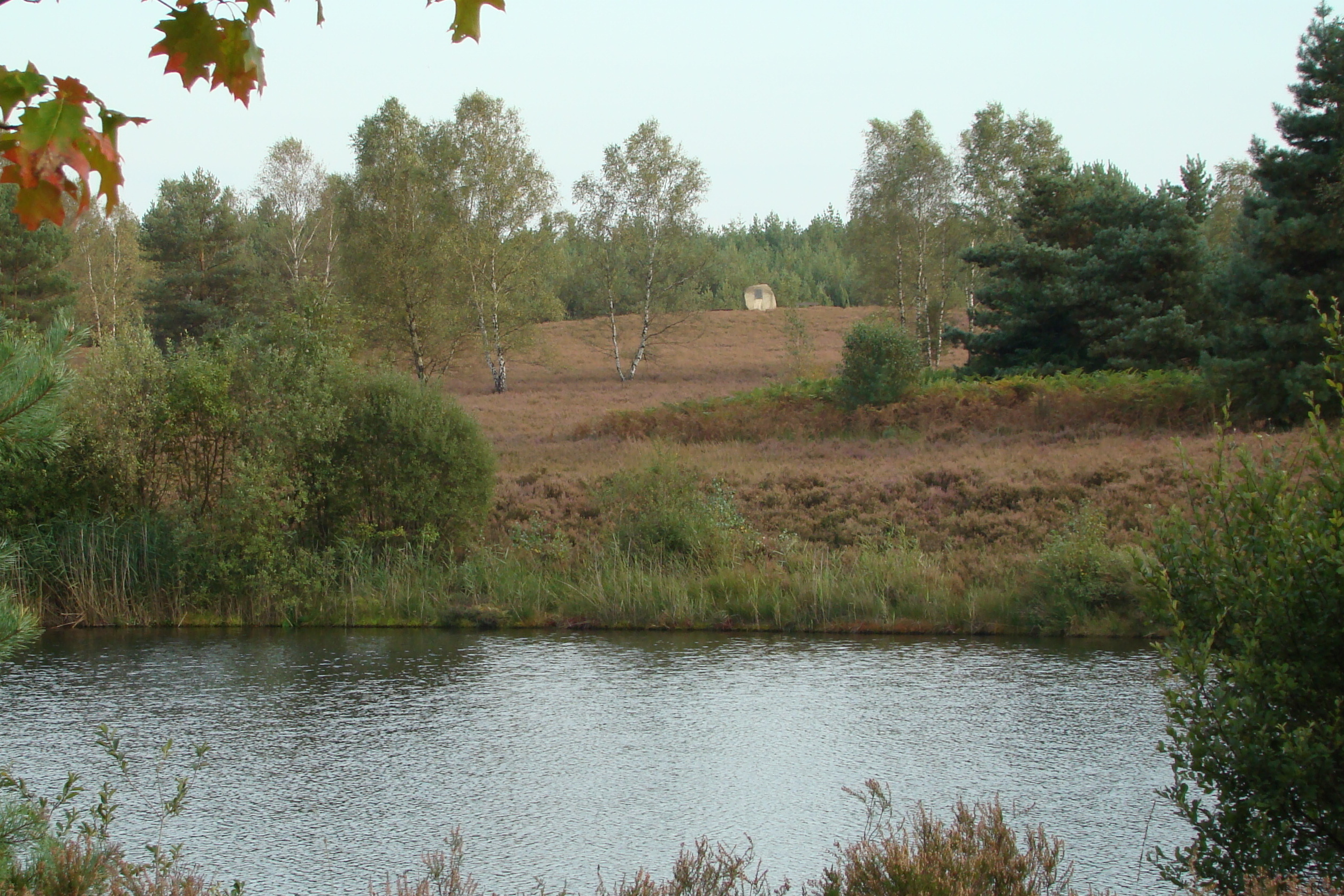
Löschweiher zwischen Oldendorf und Eschede (Niedersachsen)

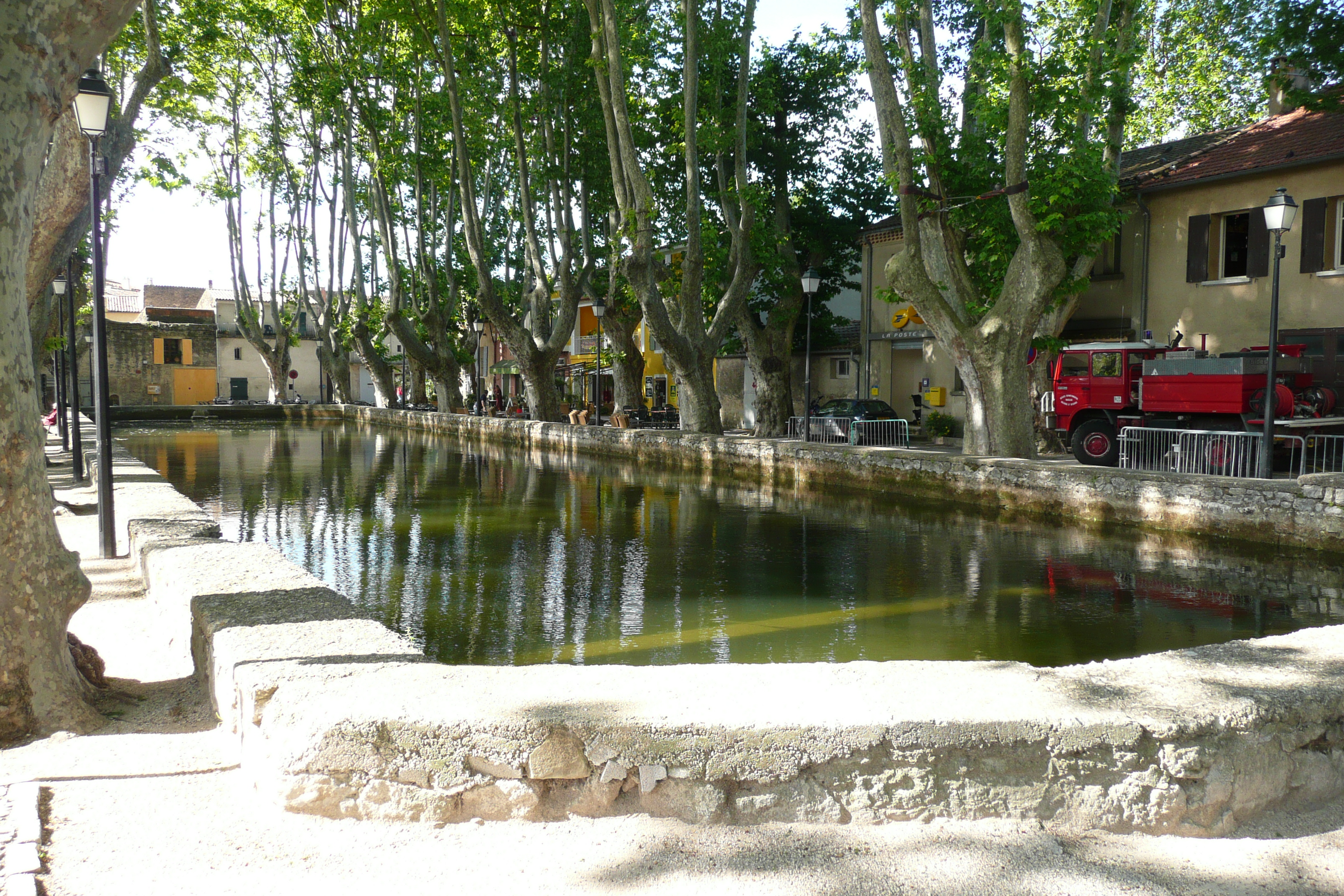
Löschwasserteich in Cucuron

Löschwasserteiche, je nach Größe und Machart auch Löschweiher, Löschteich, Feuerlöschteich oder Feuersee genannt, stammen aus einer Zeit, in der es noch keine zentrale Wasserversorgung gab. Sie dienten nicht nur als Löschwasserreserve, sondern auch als Brauchwasserreservoir, soweit die Wassermenge bzw. der Zufluss dies zuließen.

## Geschichte
Löschwasserteiche wurden meist in Siedlungen, Höfen bzw. in deren Nähe angelegt, damit man früher mit einer Eimerkette, später mit Pumpen der Feuerwehr das Wasser relativ einfach an jeden Punkt im Ort bringen konnte. Die Teiche hatten oft keine eigene Quelle, sondern mussten befüllt werden. Idealerweise bediente man sich aber der Technik des Teichbaus, wenn ein kleines Fließgewässer vorhanden war. Allein aus dem Regenwasser (Himmelsteiche) konnte ein ausreichender Wasserstand nicht immer gewährleistet sein.
Die Reinhaltung des Wassers war stets ebenso wichtig wie Reduzierung bzw. Beseitigung unvermeidlicher Verschlammung durch Eintrag und Ablagerung von Sedimenten.
Die Teiche wurden oft im Ortskern auf dem Anger als Dorfteich angelegt, in Städten auch in Verbindung mit einer Parkanlage.
Bei einem Brand hatten in den Ortschaften alle arbeitsfähigen Einwohner mit gefülltem Eimer zur Brandstelle zu eilen und sich in doppelter Reihe zum Löschwasserteich aufzustellen: „Durch die Hände lange Kette um die Wette flog der Eimer.“ Die eine Reihe reichte die gefüllten Löscheimer zur Spritze, die andere gab die leeren zum Befüllen zum Teich zurück. Gehorsamsverweigerung gegenüber dem eingesetzten Kommando, unerlaubtes Entfernen von der Brandstätte oder absichtliches Beschädigen der Löschgeräte wurde mit empfindlicher Leibesstrafe geahndet.
Während des Zweiten Weltkriegs wurden auch in Innenstadtbereichen auf Plätzen oder ausreichend breiten Straßen Löschteiche angelegt um bei Bombenangriffen trotz zerstörter Wasserleitungen auf ausreichende Löschwassermengen zurückgreifen zu können. Die meisten dieser Anlagen wurden nach dem Krieg wieder beseitigt.
Wurde der Löschwasservorrat in einem geschlossenen Behälter aufbewahrt, spricht man von einer Löschwasserzisterne.

### Die Wette

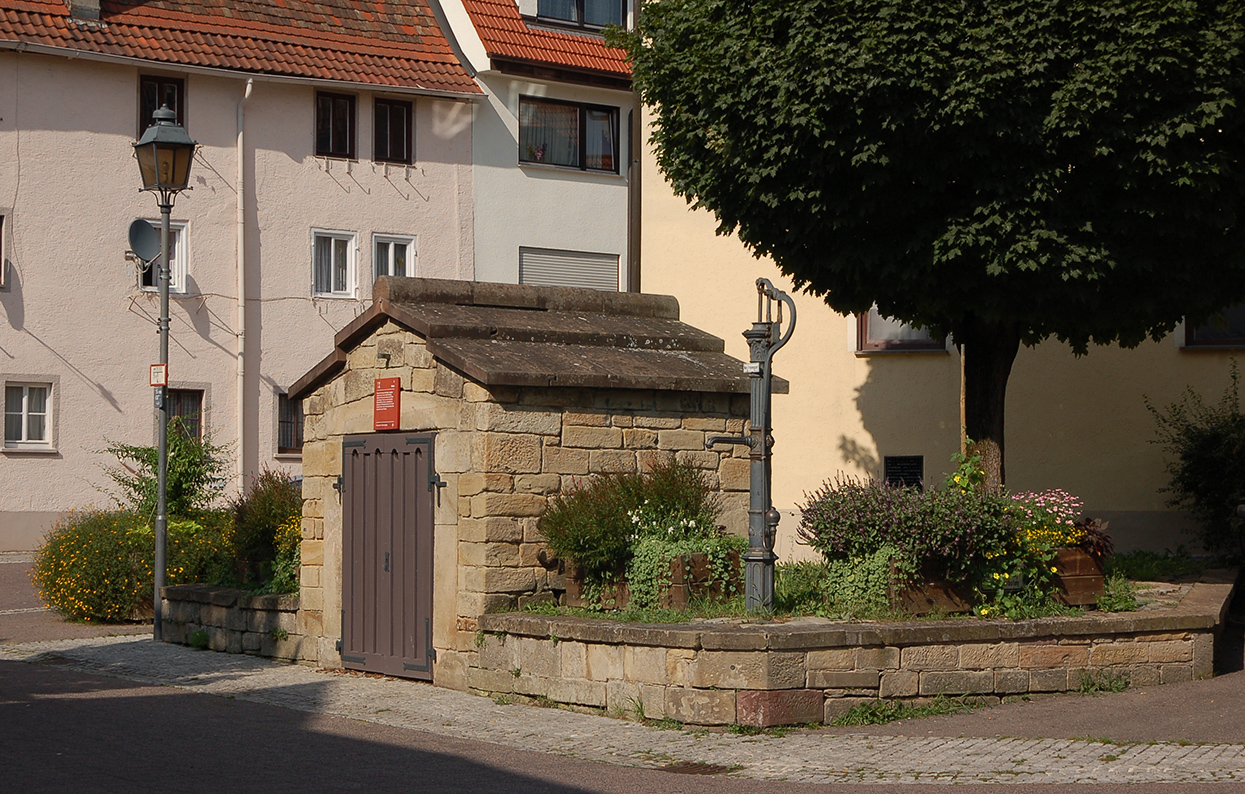
Wette in Markgröningen: im 19. Jahrhundert überdacht und mit einem eingehausten Treppenabgang versehen

In Süddeutschland, der Schweiz und in Flandern kennt man den erstmals im fränkischen und wenig später auch im alemannischen Sprachraum nachgewiesenen Ausdruck „Wette“ (Wett, Weed oder fläm. Wedde), ein Wort, das ursprünglich die Pferdeschwemme bezeichnete. Es ist eine Ableitung von wetten, das heißt ‘Tiere in die Schwemme treiben’, was seinerseits eine Ableitung von waten ist (wetten heißt somit wörtlich jemanden oder etwas waten machen). Die Anlage solcher Feuerlöschteiche wurde in der württembergischen Grafenzeit den Gemeinden zur Pflicht gemacht. Viele Straßenbezeichnungen deuten auf ein (früheres) Vorhandensein eines Feuerlöschteichs (oder aber einer Pferdeschwemme) hin, z. B. Bei der Wette, Wettbach, Wettebrunnen, Wettegasse, Wettegraben, Wettestraße.
Am Markgröninger Wetteplatz ist die im Mittelalter ausgemauerte Schwemme noch erhalten. Die etwa zwölf Mal fünf Meter große Wette wurde im 19. Jahrhundert allerdings durch ein Gewölbe überspannt und mit einem eingehausten Treppenabgang versehen. Fortan wurde sie nur noch als Löschwasserreservoir und Brunnen mit Schwengelpumpe genutzt (siehe Bild).

## Neue Anlagen

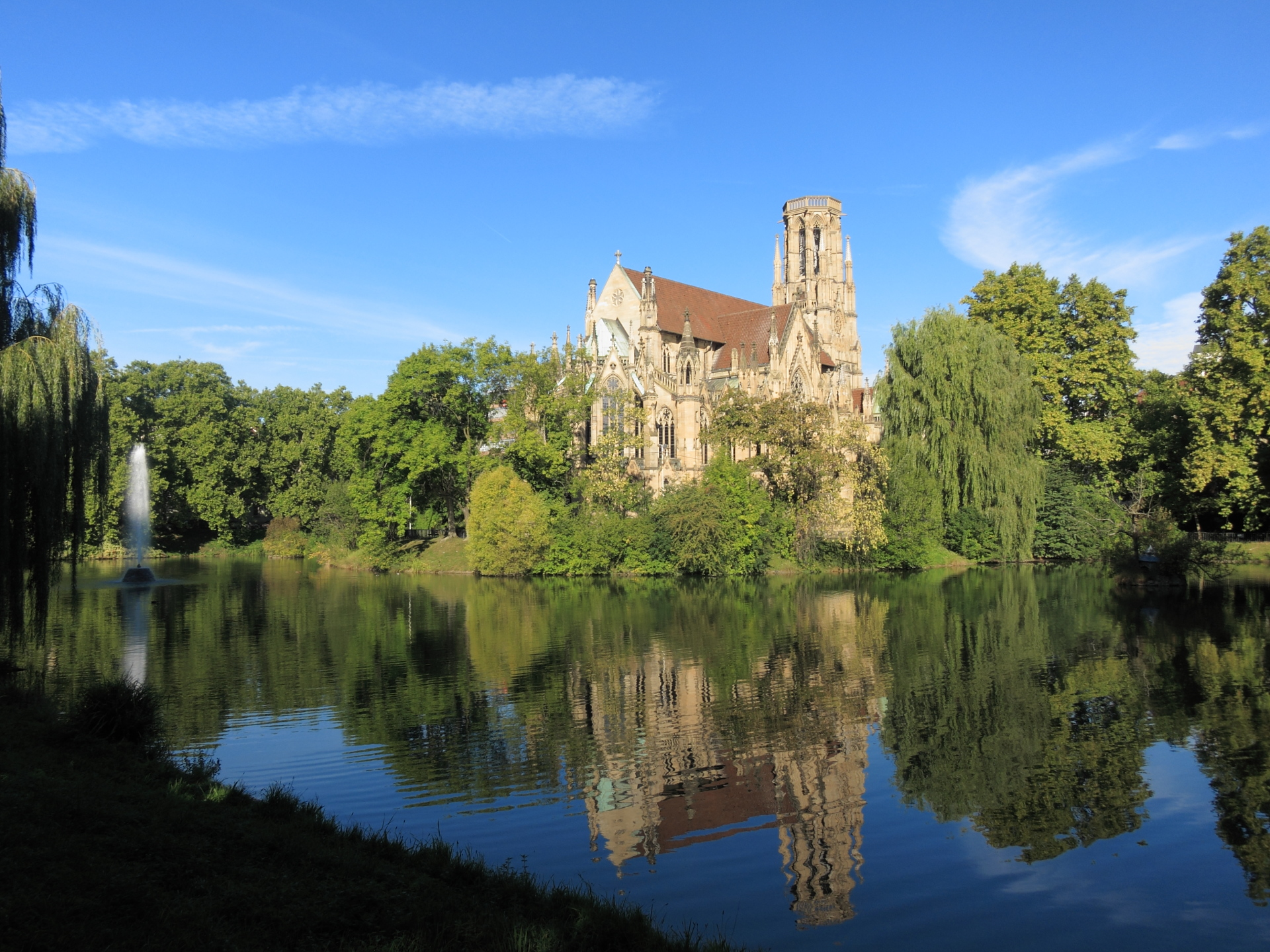
Feuersee im Stuttgarter Westen

Wegen ihres Erholungswertes – weniger als Löschmittelvorrat – werden vielerorts ehemalige Löschwasserteiche wie der Feuersee in Stuttgart-West bis heute erhalten.
In der jüngeren Vergangenheit wurden nach dem Brand in der Lüneburger Heide 1975 in Niedersachsen in waldbrandgefährdeten Gebieten ohne ausreichende Wasserversorgung Löschwasserteiche neu angelegt. Große oder brandgefährdete (z. B. Holzverarbeitung) Unternehmen haben teilweise einen eigenen Löschwasservorrat in Form von Löschwasserteichen. Auch private Anwesen außerhalb einer Ortslage und ohne Anschluss an die öffentliche Wasserversorgung verfügen mitunter über einen Löschwasserteich. Ein eventuell vorhandener Kühlteich oder Swimming-Pool kann auch als Löschwasserteich dienen.

### Normung
In Deutschland können Löschwasserteiche nach DIN 14210 genormt sein und zählen zu den erschöpflichen Löschwasserstellen.
Löschwasserteiche nach (DIN 14210):
- künstlich angelegt
- befestigte Wasserentnahmestelle
- befestigte Zufahrt
- Fassungsvermögen mind. 1.000 m³
- Einfriedung (Zaun o. ä.) mind. 1,25 m hoch
- Entnahme über Saugrohr oder Saugschacht
- die Form des Teiches ist beliebig (kann auch als Zierteich angelegt werden)

Befüllung:
- nur sauberes Wasser
- Regenwasser nur über Sandfang
- keine fließenden Gewässer
- Verbindung zu anderen Gewässern über Rinne mit Sandfang und Schutzgitter
- aus Wasserleitungen: Eintritt nur durch die Atmosphäre mit Überlaufsicherung